# Hydrometridae

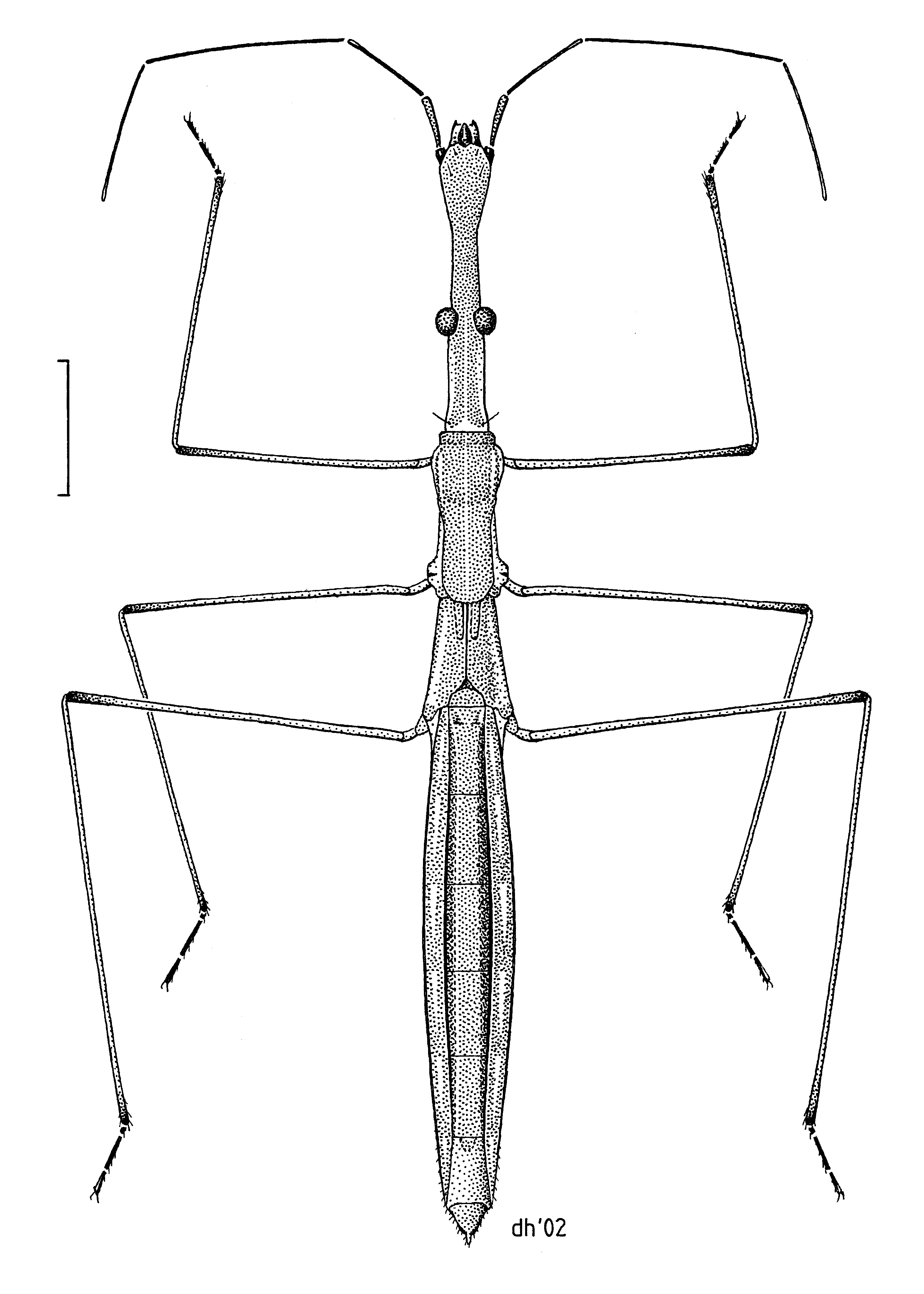
Hydrometra strigosa

Hydrometridae es una familia de insectos semiacuáticos gerromorfos.

## Descripción
Son de color gris o castaño claro y relativamente grandes, de alrededor de 8 mm y llegan a exceder 15 mm. Su cuerpo y patas son finos y largos. La mayoría carece de alas, pero hay unas pocas excepciones. Los ojos están colocados bastante atrás y tienden a ser prominentes.

## Hábitat y ecología
Son bastante comunes en todo el mundo. La mayor diversidad se encuentra en los trópicos; solo  Hydrometra es frecuente en otras partes.